# Население на Доминиканската република
Населението на Доминиканската република според преброяването през 2017 г. е 10 169 172 души.

## Възрастов състав
(2007)
- 0 – 14 години: 32,1 % (мъже 1 532 813 / жени 1 477 033)
- 15 – 64 години: 62,2 % (мъже 2 815 544 / жени 2 703 012)
- над 65 години: 5,7 % (мъже 247 738 / жени 285 407)

(2009)
- 0 – 14 години: 31,4 % (мъже 1 543 141 / жени 1 488 016)
- 15 – 64 години: 62,7 % (мъже 3 087 351 / жени 2 960 319)
- над 65 години: 5,9 % (мъже 247 738 / жени 285 407)

## Коефициент на плодовитост
- 2001 г. – 2,53
- 2011 г. – 2,09
- 2017 г. – 1,93

## Расов състав
Според проучване на населението от 2014 г.
- 70.4 % – мулати
- 15.8 % – черни
- 13.5 % – бели

## Езици
Официален език е испанският.

## Религия
Мнозинството от населението са християни (95 % католици, 5 % – други).